# Темник (сельское поселение)
Се́льское поселе́ние «Те́мник» (бур. Химнинай hомон) — муниципальное образование в Селенгинском районе Бурятии Российской Федерации.
Административный центр и единственный населённый пункт — посёлок Темник.

## География
МО СП «Темник» находится на юго-западе центральной части района и занимает западную половину Тамчинской равнины (юго-запад Гусиноозёрской котловины), южные склоны Хамбинского хребта, долину реки Цаган-Гол (без устья), долину нижнего течения реки Темник (без устья). На территории поселения расположена восточная половина Ацульского заказника.
На севере и северо-востоке МО СП «Темник» граничит с МО СП «Гусиное Озеро»; на востоке, юге и юго-западе (в Ацульском заказнике) — с МО СП «Селендума»; на северо-западе (в Ацульском заказнике) — с МО СП «Иройское».
По восточной границе МО СП «Темник» проходит южная ветка Восточно-Сибирской железной дороги с расположенным здесь о. п. Темник.

## История
Статус и границы сельского поселения установлены Законом Республики Бурятия от 31 декабря 2004 года № 985-III «Об установлении границ, образовании и наделении статусом муниципальных образований в Республике Бурятия»

## Население
| 2002 | 2011 | 2012 | 2013 | 2014 | 2015 | 2016 |
| ---- | ---- | ---- | ---- | ---- | ---- | ---- |
| 628  | ↘606 | ↘594 | ↘590 | ↘588 | ↗599 | ↘598 |
| 2017 | 2018 | 2019 | 2020 | 2021 | 2023 | 2024 |
| ↘578 | ↘575 | ↘569 | ↘548 | ↗571 | ↘564 | ↘557 |

## Состав сельского поселения
| № | Населённый пункт | Тип населённого пункта          | Население |
| - | ---------------- | ------------------------------- | --------- |
| 1 | Темник           | посёлок, административный центр | ↘557      |